# Elachista purella
Elachista purella is een vlinder uit de familie grasmineermotten (Elachistidae). De wetenschappelijke naam is voor het eerst geldig gepubliceerd in 2000 door Virginijus Sruoga.

## Type
- holotype: "male. 14.VI.1958. leg. A.K. Zagulyaev. genitalia slide no VS 149"
- instituut: ZIRAS, St. Petersburg, Rusland.
- typelocatie: "Kazakhstan, Karaganda Region, Koksengir, 40 km N Zhana-Arka"

De soort komt voor in Europa.